# 牧村一穂
牧村 一穂（まきむら かずほ、1998年10月3日 - ）は、静岡エフエム放送（K-MIX）のアナウンサー、パーソナリティ。

## 来歴
東京女学館中学校・高等学校を経て、2021年3月に慶應義塾大学看護医療学部を卒業後、2022年4月に静岡エフエム放送（K-mix）へ入社。
入社当日である2022年4月1日の『K-mix HEADLINE NEWS』にて初鳴き。また、入社直後から冠番組である『牧村一穂の〆ラーCLUB』などの番組を担当している。

## 人物
趣味はラーメンの食べ歩きをすること。
特技はサンリオピューロランドのキャストのモノマネで『牧村一穂の〆ラーCLUB』でも披露したことがある。
大のアイドルファンであり、幼稚園の頃からモーニング娘。が好きで小学生時代からはAKB48好きである。推しメンはAKB48の高橋みなみとさんみゅ〜の京極友香。2022年時点ではi☆Risの茜屋日海夏推しと明言している。
慶応SFCの学生時代は『ミス慶應コンテスト2018』にて準グランプリを受賞。続いて『Miss of Miss Campus Queen Contest 2019』にてミスコレ賞を受賞。また、慶應義塾大学内で結成されたアイドルコピーダンスユニット 「さよならモラトリアム」のサブリーダーとしても活躍。「さよならモラトリアム」在籍中の『ユニドル2019 summer』では準優勝を獲得した。読売テレビの佐藤佳奈は「さよならモラトリアム」の先輩に当たる。
看護師国家試験に合格し、看護師免許を取得している。また、防災士資格取得試験に満点合格し、防災士の資格を取得している。
マクドナルドのドリンクでは、「Qoo すっきり白ブドウ」以外、注文したことがないという。
MBTIはENFP

## 現在の担当番組
2025年1月現在
- 牧村一穂の〆ラーCLUB（金曜日19:30 - 19:55、2022年4月4日 - ）
- PERKY SOUND FLASH（土曜日9:00 - 9:55、2023年1月7日 - ）
- K-MIX MOVE ON（水・木曜日15:08 - 17:50 / 18:00 - 18:55、2023年4月5日 - ）

## 過去の出演

### ラジオ
K-MIX入社後
- ミラクルバイオ研究所!
- うご★ラジ（木曜日『K-mix Wiz.』・『K-mix RADIOKIDS』番組内）
- K-mix MUSIC SPECTRUM
- ON AIR SPOT, ON AIR
- 日曜ヒマするあなたに送る ヌンヌンヌーン!（SBSラジオ） - 2023年9月10日　ゲスト出演
- K-MIX ヲタクわーるど!（土曜日26:00 - 27:00、2024年5月4日 - 12月28日）

K-MIX入社前
- ODAIBA RAINBOW STATION（ミュージックバード） - 2020年　パーソナリティ

### テレビ
- 次代のリーダーたち（千葉テレビ放送） - 2018年　アシスタント
- ランキンLand!（中国放送） - 2020年

### CM
- 東急ハンズ - 2018年　クリスマスシーズン店頭・WEBCM
- 学生団体HOWDY - 2020年　CMナレーション・主演
- 美学生図鑑 - 2020年　掲載

### その他
- ニコニコ超会議2018 - 2018年　インタビュアー
- 東京湾納涼船 - 2020年　船内番組リポーター
- 第６回　「地球女性からだ会議」 - 2020年　司会
- 第2回、第5回 女流 ABEMA トーナメント ドラフト会議 - 2021年、2022年　アシスタント